# 개봉부 (드라마)
《개봉부》(중국어 간체자: 开封府, 정체자: 開封府, 병음: Kāi fēng fǔ 카이펑푸[*])는 중국의 드라마이다.

## 등장 인물
- 황웨이더(黃維德) - 포증(包拯) 역
- 장멍(張檬) - 윤우유(尹雨柔) 역
- 간팅팅(甘婷婷) - 장헌명숙황후(章獻明肅皇后) 역
- 장차오(姜潮) - 송 인종(宋 仁宗) 역
- 자오원쉬안(趙文瑄) - 송 진종(宋 眞宗) 역
- 왕런쥔(王仁君) - 조덕방(趙德芳) 역
- 치쿠이(齊奎) - 장덕림(張德林) 역
- 정쓰런(鄭斯仁) - 장자영(張子榮) 역
- 지천(季晨) - 전소(展昭) 역
- 펑궈창(馮國强) - 왕연령(王延齡) 역
- 왕유(王悠) - 단오(端午) 역
- 왕쯔취안(王梓權) - 진세미(陳世美) 역
- 차오신웨(曹馨月) - 진향련(秦香蓮) 역
- 왕완중(王婉中) - 주아(周兒) 역
- 원장(文江) - 범중엄(范仲淹) 역
- 캉언허(康恩赫) - 장자옹(張子雍) 역
- 청야오(乘瑤) - 청녀(靑女) 역
- 쑨완팅(孫婉婷) - 장연연(張燕燕) 역
- 차오쥔다(喬駿達) - 냉청(冷靑) 역
- 궈팡저우(郭方舟) - 장동(張東) 역
- 천잉(陳瑩) - 포대수(包大嫂) 역